# 李镜如
李镜如（1914年—1999年），男，直隶（今河北）束鹿人，中华人民共和国军事人物，中国人民解放军少将，曾任中国人民解放军海军政治部副主任。